# Brian Wilson Presents Smile
Brian Wilson Presents Smile je studiové album amerického hudebníka Briana Wilsona, vydané v září 2004 společností Nonesuch Records.
Obsahuje nové nahrávky písní, které původně napsal s Van Dyke Parksem pro nedokončené a nevydané album Smile skupiny The Beach Boys v 60. letech. Wilson původně plánoval materiál oživit pouze v koncertní podobě, po sérii úspěšných koncertů počátkem roku 2004 se však rozhodl nahrát jej také ve studiu.
Nahrávání probíhalo od dubna do července 2004 v Sunset Sound Recorders (kde již v 60. letech nahrávali The Beach Boys) a také v domovském studiu Wilsonova dvorního zvukaře Marka Linetta, Your Place or Mine Recording. O práci na albu byl natočen celovečerní dokumentární film Beautiful Dreamer: Brian Wilson and the Story of Smile, uvedený v říjnu 2004.
Album se umístilo na 13. příčce hitparády Billboard 200. Bylo nominováno na cenu Grammy, kterou však nakonec získala jen píseň „Mrs. O'Leary's Cow“. Časopis Rolling Stone jej v roce 2020 zařadil na 399. místo aktualizovaného žebříčku 500 nejlepších alb všech dob. Rolling Stone album rovněž zařadil na 21. místo žebříčku 50 nejlepších konceptuálních alb. Rovněž se dostalo do knihy 1001 alb, která musíte slyšet, než umřete.

## Seznam skladeb
Autory všech písní jsou Brian Wilson a Van Dyke Parks, kromě níže uvedených.
| Pořadí | Název                                             | Autor                                                          | Délka |
| ------ | ------------------------------------------------- | -------------------------------------------------------------- | ----- |
| 1.     | Our Prayer / Gee                                  | Brian Wilson, William Davis, Morris Levy                       | 2:09  |
| 2.     | Heroes and Villains                               |                                                                | 4:53  |
| 3.     | Roll Plymouth Rock                                |                                                                | 3:48  |
| 4.     | Barnyard                                          |                                                                | 0:58  |
| 5.     | Old Master Painter / You Are My Sunshine          | Haven Gillespie, Beasley Smith                                 | 1:04  |
| 6.     | Cabin Essence                                     |                                                                | 3:27  |
| 7.     | Wonderful                                         |                                                                | 2:07  |
| 8.     | Song for Children                                 |                                                                | 2:16  |
| 9.     | Child Is Father of the Man                        |                                                                | 2:18  |
| 10.    | Surf's Up                                         |                                                                | 4:07  |
| 11.    | I'm in Great Shape / I Wanna Be Around / Workshop | Brian Wilson, Van Dyke Parks, Johnny Mercer, Sadie Vimmerstedt | 1:56  |
| 12.    | Vega-Tables                                       |                                                                | 2:19  |
| 13.    | On a Holiday                                      |                                                                | 2:36  |
| 14.    | Wind Chimes                                       |                                                                | 2:54  |
| 15.    | Mrs. O'Leary's Cow                                | Brian Wilson                                                   | 2:27  |
| 16.    | In Blue Hawaii                                    |                                                                | 3:00  |
| 17.    | Good Vibrations                                   | Brian Wilson, Tony Asher, Mike Love                            | 4:36  |

| Instrumentální bonusy | Instrumentální bonusy | Instrumentální bonusy |
| Pořadí                | Název                 | Délka                 |
| --------------------- | --------------------- | --------------------- |
| 18.                   | Heroes and Villains   | 4:47                  |
| 19.                   | Cabin Essence         | 3:30                  |
| 20.                   | On a Holiday          | 2:28                  |
| 21.                   | Wind Chimes           | 2:25                  |

## Obsazení
- Brian Wilson – zpěv, klávesy
- Scott Bennett – zpěv, klávesy, paličky, kytara
- Nelson Bragg – zpěv, perkuse, píšťalky
- Jeffrey Foskett – zpěv, kytara, kladivo
- Probyn Gregory – zpěv, kytara, žestě, Tannerin, píšťalky
- Jim Hines – bicí, paličky, pila, zvukové efekty
- Bob Lizik – baskytara, kytara, beret
- Paul Mertens – dřevěné nástroje, saxofon, harmonika
- Taylor Mills – zpěv, hluky
- Darian Sahanaja – zpěv, klávesy, paličky, hluky
- Nick Walusko – zpěv, kytara
- Staffan Findin – baspozoun
- Andreas Forsman – housle
- Erik Holm – viola
- Anna Landberg – violoncello
- Malin-My Nilsson – housle
- Björn Samuelsson – pozoun
- Victor Sand – saxofon, flétna, klarinet
- Markus Sandlund – violoncello